# احتكار

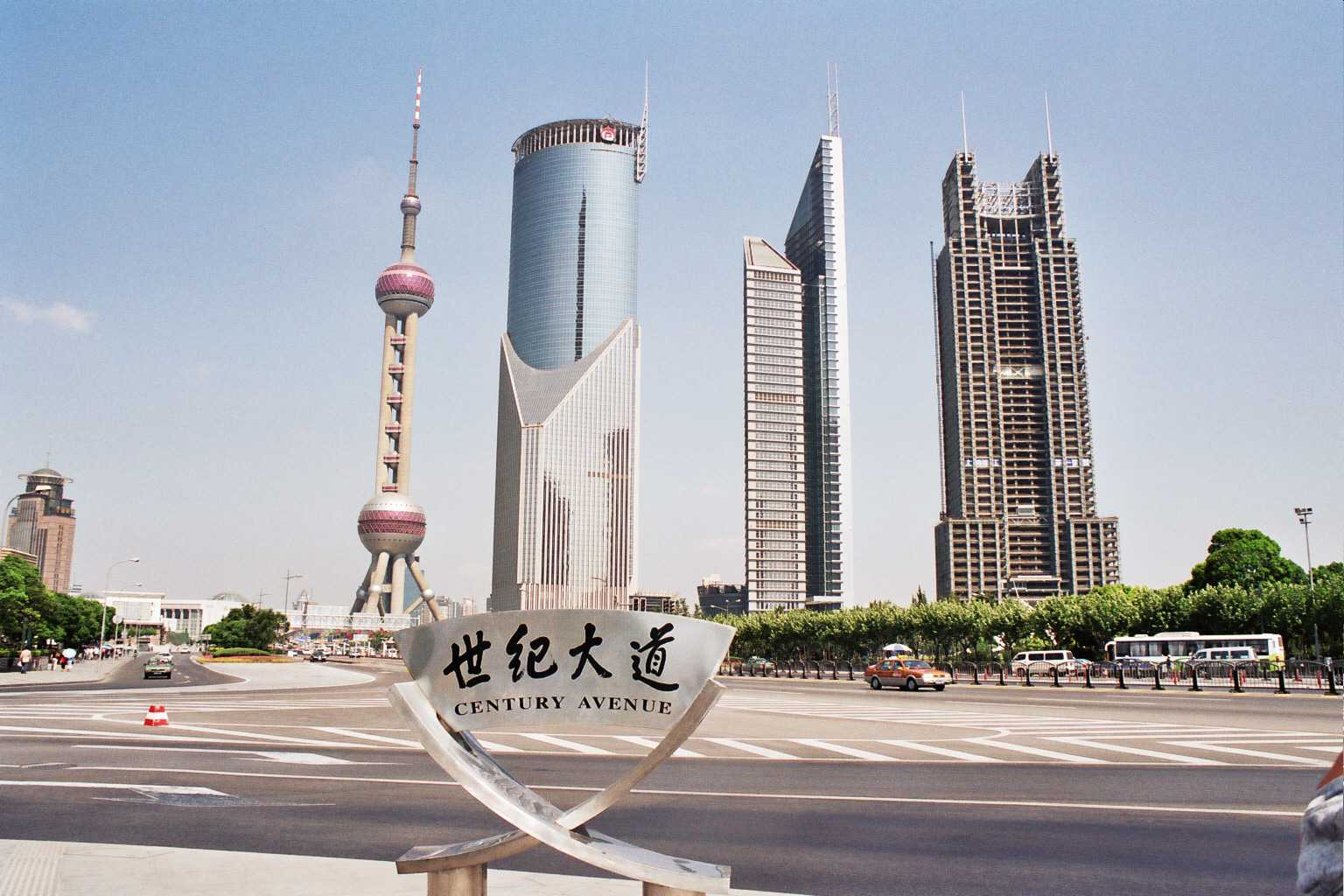

الإحتكار في الإقتصاد (monopoly) هي الحالة التي يكون السوق فيها عبارة عن شركة واحدة فقط تؤمن منتوج و/أو خدمة (منتوجات و/أو خدمات) إلى جميع المستهلكين. بمعنى آخر، هذه الشركة تكون ذات سيطرة على كامل السوق ولهذا تسمى الشركة حينها بالمحتكِرة. إذن فالسوق يسمى مُحتكر، الشركة مُحتكِرة والحالة إحتكار.
في هذه الحالة، تستطيع الشركة أن تفرض الأسعار كيفما تشاء بسبب عدم وجود شركات أخرى لمنافستها في هذا السوق. كل الشركات تسعى للوصول إلى هذه المرحلة لكي تتحكم بالمنتوج وبسعره وبالتالي كي تزيد من أرباحها.
يتشعّب من الإحتكار حالات كثيرة، قد يوجد في السوق مثلاً شركات أخرى منافسة على نفس المنتوج و/أو الخدمة ولكن عندما تكون هذه المنافسة هامشية مع الشركة المسيطرة على السوق، تُسمى الحال بالإحتكار شبه الكامل quasi monopole عندما يسيطر على السوق عدد قليل من الشركات تُسمى حينها هذه الحالة بإحتكار القِلّة oligopole / oligopoly
الإحتكار لغة من الحكرة وهو السيطرة إصطلاحا هو حبس الطعام أو كل ما يضر الناس أو يعسر عليهم وقت الحاجة الماسة حين تكون قليلة أو نادرة حتى يرتفع ثمنه فيعرضه للبيع.

## الاحتكار الطبيعي
تصل الشركات إلى احتكار السوق عندما تكون الأرباح تصاعدية مع الإنتاج والبيع، كلما ارتفع الإنتاج تنخفض معه الكلفة وذلك لأن الاستثمارت الأولية الأساسية تكون ضخمة جداً. حيث تستطيع الشركة في هذه الحالة الإنتاج بكميات هائلة تغطي كامل السوق ولا تستطيع في نفس الوقت أي شركة الدخول إلى هذا السوق لأنها ستكون مضطرة إلى الكثير من الاستثمارات. بالتالي، وجود أكثر من شركة في هذا السوق لن يكون مربحاً لكلتا الشركتين. نجد عادة هذه الحالة من الاحتكار الطبيعي في أسواق توزيع المياه، إنتاج وتوزيع الكهرباء، شركات النقل عبر سكك الحديد، لأنه في هذه الأسواق تستثمر الشركة الكثير في الإنشاءات الأولية (سكك الحديد، إمدادات وخطوط الكهرباء...).

## الاحتكار في القطاع الخاص
هو عندما تحدد الشركة نفسها سعر المبيع حسب الطلب وفي نفس الوقت تستطيع تعديله حسب كمية الإنتاج

## الاحتكار في القطاع العام
الحكومة هي التي تحدد الأسعار في هذه الحالة تبعاً لمعايير خاصة، على سبيل المثال، قد تعمد الدولة لخفض الأسعار لتأمين المنتوج للمستهلكين الذين لا يستطيعون شراء المنتوج بأسعار مرتفعة.
الاحتكار القانوني: عندما يكون قرار الاحتكار صادراً عبر قانون من جهات حكومية أو جهات مراقبة للأسواق لمنع المنافسة وذلك لأهداف متعددة كالأمن فمثلا هناك في أوروبا نوع من الاحتكار في سلع الأسلحة منعا لتعدد شركات السلاح غير المحلية وذلك للحفاظ على الأمن أو لإدارة ثروات إستراتيجية.

## الاحتكار المحلي
إذا كانت الشركة موجودة في محيط خاص بحيث تبعد عنها باقي الشركات جغرافياً مما يخوّل لها تلقائياً احتكار العرض والطلب في هذا المكان.

## الاحتكار الأجنبي
هو مظهر من مظاهر الاستعمار السياسي والاقتصادي تتبعه الدول الكبرى والغنية تجاه الدول الصغرى والفقيرة .وهو نوع من الامتياز المطلق بتصنيع أو بيع أو تصريف بعض المنتوجات أو استثمار بعض الخدمات أو احتكار بعض المناصب والوظائف.(مثل احتكار بيع الاسلحة والتنقيب عن النفط وتسويقه..الخ)،وكنتيجة لهذا الاحتكار الاجنبي تحكم الدول الكبرى توجيه سياسة الدول النامية الاقتصادية وجعلها في دائرة نفوذها.

## مفهوم الاحتكار
لا يكون الاحتكار محرماً حتى تجتمع فيه ثلاثة شروط هي :
1 ـ أن يكون الشيء المحتكر طعاماً من أطعمة الناس الأساسية، فلا يدخل في الاحتكار حبس أطعمة البهائم
أو أطعمة الناس الكمالية كالحلوى ونحوها، ولا غير الطعام كالملابس ونحوها ـ مثل العقار، السيارات ونحوها
2 ـ أن يكون المحتكر قد أشترى هذا الطعام، أما لو كان قد جمعه من مزرعته فلا يعد محتكراً
3 ـ أن يترتب على احتكاره إضرار بالناس وتضييق عليهم، ومالا يترتب عليه ذلك فليس احتكاراً محرماً
ـ توضيح (مالا يترتب عليه) يعني احتكار غير ضار بالناس والتضييق عليهم

### في الإسلام
حرم الشرع الاحتكار لما يلي :
- 1 ـ تطبيقاً لقول النبي محمد: (لا يؤمن أحدكم حتى يحب لأخيه مايحب لنفسه)، رواه البخاري.
- 2 ـ فيه إضرار بالناس واستغلال لحاجتهم.
- 3 ـ فيه بث روح الحقد والبغضاء بين المسلمين. حيث يتّفق الفقهاء على أنّ الحكمة في تحريم الاحتكار رفع الضّرر عن عامّة النّاس. ولذا فقد أجمع العلماء على أنّه لو احتكر إنسان شيئاً، واضطرّ النّاس إليه، ولم يجدوا غيره، أجبر على بيعه - على ما سيأتي بيانه - دفعاً للضّرر عن النّاس، وتعاوناً على حصول العيش. وهذا ما يستفاد ممّا نقل عن الإمام مالك من أنّ رفع الضّرر عن النّاس هو القصد من التّحريم، إذ قال: إن كان ذلك لا يضرّ بالسّوق فلا بأس وهو ما يفيده كلام الجميع.

## آثار الاحتكار (في الإسلام)
الأصل أن لا يُحصر إنتاج ولا بيع سلعة معينة بشخص واحد بعينة، فإن حصر إنتاجها أو بيعها بأشخاص معينين لسبب من الأسباب، فالواجب أن تسعّر عليهم، فلا يبيعون ولا يشترون إلا بثمن المثل.وإذا جمع شخص سلعاً من السوق وامتنع عن بيعها رغم حاجة الناس إليها فلولي الأمر أن يجبره على بيع ما احتكره بثمن المثل.

## تعزيرالمحتكر
يجوز تعزير المحتكر بإتلاف المواد المحتكرة وإن كان الأفضل التصدق بها أولى من إتلافها.